# Eric Johana Omondi
Eric Johana Omondi (Nairobi, Kenia, 18 de agosto de 1994) es un futbolista de Kenia que juega en la posición de extremo con el FC UTA Arad de la Liga I de Rumania.

## Carrera

### Club
| Periodo   | Club                |
| --------- | ------------------- |
| 2014-2016 | Mathare United      |
| 2017      | Vasalunds IF        |
| 2018–2019 | IF Brommapojkarna   |
| 2020–2021 | Jönköpings Södra IF |
| 2022      | Waasland-Beveren    |
| 2022–2023 | Muangthong United   |
| 2023–     | FC UTA Arad         |

### Selección nacional
Debutó ante Etiopía el 4 de julio de 2015 en el Nyayo Stadium, y su primer gol internacional lo anotó el 4 de junio de 2016 en la victoria por 2-1 ante Congo en Nairobi por la clasificación para la Copa Africana de Naciones de 2017.

## Logros
- Centrocampista del año de la Kenya Premier League: 2015.[3]